# Aleurodicus ornatus
Aleurodicus ornatus là một loài côn trùng cánh nửa trong họ Aleyrodidae, phân họ Aleurodicinae.
Aleurodicus ornatus được Cockerell miêu tả khoa học đầu tiên năm 1893.